# الزراعة في البحرين

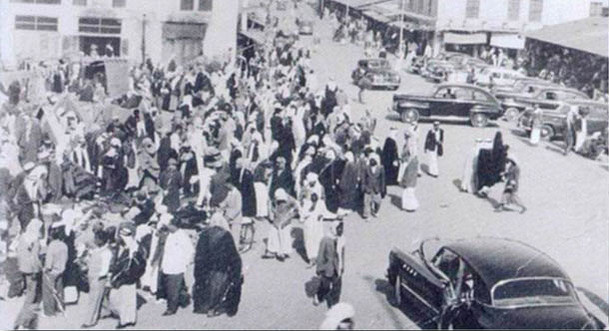

الزراعة في البحرين تعتبر تاريخيا قطاعا هاما في الاقتصاد على الرغم من قلة هطول الأمطار والتربة الفقيرة. قبل تطور صناعة النفط كانت تهيمن زراعة النخيل في البحرين وإنتاج التمور بشكل كافي للاستهلاك المحلي والتصدير. يزرع ما لا يقل عن ثلاثة وعشرين صنفا من التمور وتستخدم الأوراق والفروع والبراعم والزهور من النخيل على نطاق واسع. من الخمسينات إلى السبعينات تغيرت عادات الاستهلاك الغذائي فضلا عن زيادة الملوحة في المياه الجوفية التي كانت بمثابة مصادر الري وأدى إلى انخفاض تدريجي في الزراعة. من الثمانينات تم استبدال عدد كبير من بساتين النخيل بأنواع جديدة من الأنشطة الزراعية بما في ذلك الحدائق النباتية ودور حضانة الأشجار والزهور وإنتاج الدواجن ومزارع الألبان.
بحلول عام 1993 فإن المساحة المزروعة في البحرين قد انخفضت من 6،000 هكتار قبل الاستقلال إلى 1،500 هكتار. تتكون الأراضي المزروعة من حوالي 10،000 قطعة أرض تتراوح في حجمها من بضعة أمتار مربعة إلى أربعة هكتارات. تتوزع ملكية هذه القطع بين ما يقرب من 800 مالك. الأقلية من الملاك بما في ذلك الأفراد والمؤسسات والملاك الغائبين يسيطرون على نحو 60 في المئة من جميع الأراضي القابلة للزراعة. أفراد العائلة الحاكمة آل خليفة تملك أكبر عدد من قطع الأرض بما في ذلك أكبرها وأكثرها إنتاجا على الرغم من غياب المعلومات العامة المتعلقة بتوزيع الملكية بين أفراد العائلة. الملاك الغائبين يأجرون أراضيهم على المزارعين على أساس عقود لمدة ثلاث سنوات. هناك ما يقرب من 2،400 مزارع و70 في المائة منهم لا يملكون الأرض التي يزرعونها.
قد تميل قطعة الأرض إلى صغر الحجم بسبب سوء توزيع الملكية وإلى تثبيط الاستثمار الخاص في قطاع الزراعة. بالإضافة إلى ذلك انخفض عدد من عمال المزارع المهرة تدريجيا بعد عام 1975 بسبب تزايد عدد سكان القرى الحاصلين على فرص عمل غير الزراعية برواتب عالية. على الرغم من هذه العقبات فإن سياسة الحكومة الرسمية تهدف منذ عام 1980 إلى توسيع الإنتاج المحلي من المحاصيل من خلال برامج مثل التوزيع المجاني للبذور والمساعدة التقنية في اعتماد تقنيات الري الجديدة والأكثر كفاءة والقروض بفوائد قليلة. على الرغم من أن هذه البرامج أسهمت إلى زيادات كبيرة في إنتاج البيض والحليب والخضار إلا أن زيادة القدرة الإنتاجية تظل محدودة بسبب المساحة الصغيرة الصالحة للزراعة في البحرين. بالتالي تظل الواردات الزراعية شيء مهم في البلاد. في عام 1993 شملت واردات المواد الغذائية الرئيسية الفواكه والخضروات واللحوم والحيوانات الحية والحبوب ومنتجات الألبان.
المياه المحيطة بالبحرين غنية بأكثر من 200 نوعا من الأسماك وكثير منها تشكل العنصر الرئيسي في النظام الغذائي. قبل تطوير صناعة النفط كان صيد السمك مهنة معظم الرجال. بالإضافة إلى ذلك تشكل صناعة اللؤلؤ واحدة من القواعد الأكثر أهمية للثروة في البحرين وأكثر من 2،000 قارب صيد لؤلؤ يتم تشغيلها خلال أواخر العشرينات. بعد 1935 انخفضت مهنة صيد الأسماك واستخراج اللؤلؤ باطراد. الأجور الثابتة جذبت العديد من غواصي اللؤلؤ للوظائف المرتبطة بالنفط وتأثر سلبا صيد اللؤلؤ بسبب اختراع اللؤلؤ الصناعي في اليابان. وفي عام 1953 لم يبق سوى اثني عشر سفينة صيد لؤلؤ وهذه كلها اختفت في غضون عشر سنوات. تراجع الصيد بشكل تدريجي ولكن بحلول أوائل السبعينات استمر أقل من 1،000 صياد في تجارتهم. الصيادين أقل يعني الأسماك قليلة متوفرة في السوق رغم ارتفاع الطلب على السلع الاستهلاكية وأدى هذا الوضع إلى استيراد أطنان الأسماك سنويا. في عام 1981 أطلقت الحكومة برنامجا لتنشيط صناعة صيد الأسماك عن طريق إدخال سفن الصيد وأتمتة المراكب التقليدية وتوسيع الأرصفة البحرية وبناء مرافق التخزين البارد وتقديم دورات تدريبية على استخدام وصيانة معدات الصيد الحديثة. ساهمت هذه المبادرات إلى زيادة في إجمالي الصيد وفقا لتقديرات منظمة الأغذية والزراعة التابعة للأمم المتحدة كان 9،200 طن في عام 1989.
أصبح التلوث في الخليج العربي مشكلة في السبعينات. الروبيان في شمال الخليج أصابته التلوث بشكل خاص وبحلول عام 1979 كان الربيان قد اختفى تقريبا من المياه القريبة من البحرين. تفاقم التلوث بشكل خطير في عام 1983 ومرة أخرى في عام 1991 من قبل البقع النفطية الكبرى التي انبثقت من المنشآت النفطية وغطت عدة آلاف كيلومتر مربع من المياه في شمال الخليج العربي. كانت البقع النفطية تضر الحياة البحرية الفريدة في محيط البحرين بما فيها الشعاب المرجانية والسلاحف البحرية وأبقار البحر والمحار والعديد من أنواع الأسماك والطيور المائية. البقع النفطية خصوصا في عام 1991 أثرت سلبا على صناعة صيد الأسماك ولكن اعتبارا من أوائل عام 1993 ظل علماء الأحياء البحرية غير متأكدين من التأثير البيئي على المدى الطويل للتلوث.